# ضفدع كاليفورني أحمر الأقدام
ضفدع كاليفورني أحمر الأقدام (الاسم العلمي: Rana draytonii) (بالإنجليزية: California red-legged frog)‏ هو نوع من البرمائيات يتبع جنس الضفدع الحقيقي من فصيلة الضفادع الحقيقية.